# Solva fascipennis
Solva fascipennis är en tvåvingeart som först beskrevs av de Meijere 1919.  Solva fascipennis ingår i släktet Solva och familjen lövträdsflugor. Inga underarter finns listade i Catalogue of Life.